# Christen Berg
Christen Berg eller Chresten Berg (18. december 1829, Fjaltring Sogn – 28. november 1891, København) var en dansk politiker.
Berg, der var søn af gårdejer og sognefoged Poul Madsen fra gården Sønderbjerg, kaldtes under sin opvækst sædvanlig Christen Poulsen, og først på Ranum Seminarium, hvor han kom 1848, antog han navn efter sin fødegård. Seminariets forstander, L.C. Müller, var stærkt grebet af den grundtvigske retning, og Berg, på hvis udvikling Müller fik betydelig indflydelse, modtog derigennem en grundtvigsk påvirkning, som holdt sig livet igennem. Han tog 1850 sin skolelærereksamen med udmærkelse, blev så hjælpelærer, senere huslærer og endelig 1852 lærer ved Borgerskolen i Kolding. Her viste han fortrinlige anlæg for undervisning og vandt almindelig sympati hos byens befolkning. Allerede nu begyndte han også lejlighedsvis at tage del i det offentlige liv. 1861 blev han førstelærer på Bogø og gav snart skolevæsenet på øen et nyt og bedre sving. Man kaldte jo senere Berg "Kongen af Bogø", og øgenavnet var ikke ganske ufortjent. Han blev efter nogle års forløb formand for øens sogneråd og oprettede Bogø Navigationsskole, som blev den næststørste i landet efter Københavns Navigationsskole, og endelig i forbindelse med den en stadig eksisterende realskole, som senere fik navnet Bogø Kostskole. Heller ikke som rigsdagsmand glemte Berg Bogø. Han fik bl.a. oprettet en telegrafstation og en meteorologisk station der.
Berg fik 10 børn, bl.a. den senere minister Sigurd Berg.

## Politisk karriere
30. januar 1865 trådte Berg ind i det aktive politiske liv, idet han efter opfordring fra venner i Koldingkredsen stillede sig her til Rigsrådets Folketing og valgtes. 4. juni 1866 valgtes han for samme kreds ind i Rigsdagens Folketing og genvalgtes uafbrudt indtil sin død. Hovedspørgsmålet i de første år af Bergs rigsdagsvirksomhed var forfatningsforandringen. Så længe der forekom ham at være udsigt til Junigrundlovens fulde generhvervelse, stemte og virkede han herfor, men da hans håb herom brast, navnlig pga. J.A. Hansens og hans nærmeste partifællers alliance med godsejerne, sluttede han sig til det 28. juli 1866 gennemførte forslag som det mindste onde. Berg, der straks ved sin indtræden i det parlamentariske liv havde sluttet sig til Det Nationale Venstre, der væsentlig fik sit præg fra det grundtvigske demokrati, bekæmpede i de følgende år stærkt den af J.A. Hansen, grev C.E. Frijs og flere stiftede Oktoberforening, og det var i agitationen mod den, han vandt sine sporer som politisk folketaler.
Væsentlig anvendte han dog sine første rigsdagsår til et ihærdigt arbejde for at sætte sig ind i sagerne. Til rigsdagsbudenes fortvivlelse blev han i rigsdagsbygningen indtil de sene nattetimer for at gennemgranske gamle Rigsdagstidender og andet politisk stof. Især kastede han sig over de militære spørgsmål og finanslovbehandlingen. På Hærloven af 1867 øvede han en i forhold til sin unge medlemsalder betydelig indflydelse og ligeså på behandlingen af finansloven.
Snart rettede han sine bestræbelser på at få Det Nationale Venstre og de J.A. Hansen'ske og Geert Winther'ske grupper samlede til et stort demokratisk parti. Han havde held med sig, og 1870 stiftedes Det forenede Venstre. Berg var fra begyndelsen en af dette partis ledere, og snart blev han dets egentlige sjæl. Hans foreløbige mål var at skaffe det flertal i Folketinget, men bag det stod et andet og større: at gøre folketingsflertallet til den ledende faktor i hele statslivet og således virkeliggøre den tanke om folkeligt selvstyre, som for ham var grundlovens kerne. Mægtig bidrog han til partiets vækst ved sine agitationsrejser og bladforetagender. Under valgkampen 1872 slog han enhver tidligere rekord for dansk agitationsvirksomhed ved sin af modstanderne på en gang spottede og frygtede 600 mil lange rejse rundt til møder i landet. Valgene gav Det forenede Venstre flertal i Folketinget, og Berg forfulgte sejren. Samme år stiftede han Kolding Folkeblad, der efterhånden fik forskellige "aflæggere" omkring Jylland. Én af aflæggerne var Lemvig Folkeblad, der blev oprettet i 1874. Senere oprettede Berg for egen regning Frederiksborg Amtsavis, Thisted Amtstidende og Holbæk Amts Dagblad, fra hvilke der atter udgik aflæggere, ligesom han havde part i oprettelsen af andre Venstreblade på forskellige steder. Det blev efterhånden en meget omfattende og i økonomisk såvel som i politisk henseende betydningsfuld virksomhed, Berg således kom i spidsen for, og han styrede den med overordentlig praktisk dygtighed og med den aldrig svigtende arbejdskraft, der var hans særmærke i offentlige som i private sager.
Imidlertid var Bergs politiske indflydelse i stadig stigen. I samlingen 1872-1873 blev han finansudvalgets ordfører, og til denne stilling genvalgtes han år efter år indtil 1878. Næppe mange har behersket finanslovens detaljer som Berg, og han fik i disse år en alt overvejende
indflydelse på denne lovs behandling. I den almindelige politik var Berg tilbøjelig til at gå rask frem i kampen for at sikre folketingsflertallet den overvejende magt i staten og navnlig den indflydelse på regeringens sammensætning, som han med så megen styrke hævdede som dets ret. Det kom til finanslovnægtelsen 1873, men det påfølgende valg viste ikke nogen stærk sympati hos vælgerne for så yderliggående skridt, og man slog atter ind på forhandlingens vej. Under Ministeriet Fonnesbech kom det 1874 til et sammenstød mellem kultusminister J.J.A. Worsaae og Berg i anledning af den såkaldte "Keldernæs sag". Lærer Andersen i Keldernæs havde for en udtalelse på et offentligt møde modtaget en skarp ministeriel tilrettevisning, uden at hans (Bergs) erklæring om sagen var indhentet. Dette dadlede Berg stærkt i en avisartikel og modtog selv i sin egenskab af folkeskolelærer en tilrettevisning af kultusministeren, men protesterede imod den og tog samtidig sin afsked. Han bosatte sig nu for en årrække i Hillerød, hvor han, som allerede nævnt, havde oprettet et blad. Han blev snart et virksomt medlem af byrådet og skaffede sig betydelig lokal indflydelse.

## Provisorietiden
Under Ministeriet Estrup skærpedes modsætningen mellem regering og Folketing betydelig, og 1877 kom det til den første provisoriske finanslov. Da regeringen imidlertid på denne kun havde opført de bevillinger, om hvilke begge ting (Folketing og Landsting) var enige, var der mulighed for en overenskomst uden væsentlige ofre fra Folketingets side, og en sådan tilvejebragtes da også 8. november 1877 mellem det overvejende flertal af Folketinget, Landstinget og regeringen.
Berg i spidsen for en del af Venstre, heriblandt Viggo Hørup, ville imidlertid ikke deltage heri, og af denne uenighed fulgte så 1878 en spaltning af Det forenede Venstre i en "moderat" og en "folkelig" gruppe, af hvilke den sidste vel oprindelig var den mindste, men ved valget 1879 voksede på den førstes bekostning, væsentlig pga. Bergs dygtige og ihærdige agitation. I de påfølgende samlinger svækkedes imidlertid Bergs stilling en del pga. hans holdning i militærspørgsmålene. Berg var ingen modstander af en videre udvikling af forsvarsvæsenet. Han var i princippet villig til at styrke hær og flåde, ligesom til at udvide Københavns Søbefæstning. Kun landbefæstningen omkring København var han en erklæret modstander af. Ligeledes var han tilbøjelig til at strække sig forholdsvis vidt mht. militære bevillinger, for at undgå nye konflikter mellem Folketinget og Landstinget om finansloven, hvoraf han frygtede en svækkelse af det førstes indflydelse i finansielle spørgsmål. Betragtninger af denne natur ledte da ham og en del af hans meningsfæller til i foråret 1879 at bevilge seks store kanoner til Københavns Søbefæstning, mens andre medlemmer af hans parti i misnøje herover skilte sig fra ham og dannede en egen gruppe "de udtrådte".
I de følgende samlinger forsøgte Berg ved forhandling med regeringen at nå til enighed om de da brændende spørgsmål: Hær- og flådereformerne og den militære straffelov. Det viste sig imidlertid vanskeligere at komme over differenspunkterne, end man havde troet, og desuden nølede Berg med at "sige sit sidste ord". Dette gjorde da, at den moderate gruppe trådte i forgrunden og endelig gennemførte de omtalte love. Bergs noget svækkede stilling i forbindelse med regeringens kamppolitik over for Folketinget og de to hurtig på hinanden følgende folketingsopløsninger 1881 gjorde ham atter tilbøjelig til at søge forståelse med sine modstandere inden for Venstre, og en sådan tilvejebragtes da også. Den Politik, der nu blev den fremherskende, havde imidlertid en betydelig kraftigere oppositionel farve end den tidligere. Forliget om finansloven i foråret 1882 blev ikke benyttet til at knytte en varig og frugtbar forbindelse mellem de mådeholdne elementer i Venstre og Højre, og man kom mere og mere ind på den såkaldte "visnepolitik", der fik navn efter en ytring af Berg om, at alt ville "visne i hænderne" på dette ministerium, og for hvilken Berg kom til at stå som den egentlige leder. 1884 fandt der et brud sted mellem Berg og Hørup-Brandes, hidført dels ved modsætningen i livsanskuelse, dels ved det håb, Berg da nærede om, at Venstres ledere inden lang tid ville få del i regeringen. Bergs parti deltes, og Berg selv tillige med dem, der var vedblevne at anerkende ham som fører, sluttede sig nu sammen med Det Moderate Venstre til en ny gruppe, Det Danske Venstre. Oktober 1886 fulgte så sammenslutningen af alle Venstre-grupperne til et stort parti under Bergs ledelse, uden at dog de tidligere modsætninger i virkeligheden hævedes. Disse forskydninger havde også sat deres spor i partiets hovedorgan, Morgenbladets redaktionsforhold, idet bladet, der 1881-83 var blevet udgivet af Berg, Hørup og Edvard Brandes, nu fra nytår 1884 blev udgivet af et aktieselskab, i hvis bestyrelse medlemmer af den Bergske og den moderate gruppe havde sæde, med Berg som formand.
Under disse forhold kom valgene 1884, der medførte en stor fremgang for Venstre, finanslovens sprængning og den provisoriske finanslov i foråret 1885. Imidlertid var Berg oktober 1883 blevet valgt til Folketingets formand og tog fra da af bolig i København. Han indtog nu ubestridelig den ledende stilling inden for Venstre. Ikke uden bekymring så han den afgørende konflikt udbryde 1885 og gjorde underhånden, hvad han formåede for at afværge den. Da den først var udbrudt, var han imidlertid lige så lidt villig til at gøre indrømmelser som til at forberede aktive skridt; han ville blive stående ved den passive modstand mod provisorierne og den regering, der havde udstedt dem. Under en række store møder, som Berg i sommeren 1885 afholdt omkring i landet for at samle befolkningen til fortsat modstand mod det herskende regeringssystem, kom det i Holstebro til et optrin, der fik ikke ubetydelige følger. Politimesteren havde mod komiteens ønske besteget talertribunen, hvorefter Berg erklærede ikke at ville tale, så længe han befandt sig der. Dette førte til, at to af komiteens medlemmer med magt førte politimesteren ned, da han nægtede at gå godvilligt. Som den formentlige ophavsmand til denne handling blev Berg tiltalt og januar 1886 af Højesteret dømt til seks måneders fængsel på sædvanlig fangekost. I stid med Grundlovens § 57 om parlamentarisk immunitet blev Berg dømt, uden at hans immunitet var blevet ophævet.
Under afsoningen af straffen fejrede Berg sit sølvbryllup, hvilket gav anledning til store demonstrationer fra hans partifællers side; navnlig indsamledes der en pengegave på ca. 50.000 kr. til ham. Da han kom ud af fængslet, begyndte atter en række af store folkelige demonstrationer, for hvilke han dannede midtpunktet, og af hvilke det store tog fra København til Marienlyst med 16 dampskibe var den betydeligste. Snart begyndte imidlertid Bergs indflydelse at synke. Halvt modstræbende gik han i den følgende samling med til partiets beslutning om at behandle finansloven gennem alle stadier, men ved udgangen af 1886 nedlagde han sin stilling som formand for Venstres bestyrelse, og da forhandlingstendenserne i partiet stadig blev stærkere, og Hørup, Bojsen og Holstein, uden først at have plejet samråd med ham derom, i foråret 1887 på given foranledning indlod sig på forhandlinger med regeringen, nedlagde Berg sin formandsværdighed og indtog nu, kun fulgt af en halv snes af Folketingets medlemmer, en stærkt kritisk holdning over for den forhandlingspolitik, flertallet af partiet fulgte. Ved valgene 1890 fik den Bergske gruppe en ikke ringe fremgang, og det varede ikke længe, før der, i anledning af de af Bojsen og Rasmus Claussen i efteråret 1890 fremsatte lovforslag, opstod en tilnærmelse mellem en del af den Hørupske gruppe og Berg, til hvem også andre af Folketingets oppositionelle medlemmer nu til en vis grad sluttede sig. Berg kunne under denne ny konstellation betragtes som fører for omtrent halvdelen af oppositionen i Folketinget og valgtes i efteråret 1891 til formand for finansudvalget. Ikke længe efter bortreves han imidlertid pludselig af en sygdom, som første gang kom til udbrud under hans fængsling.

## Vurdering af Berg som politiker og menneske
Bergs fortrin og mangler som politiker ligger klart for dagen for samtid som for eftertid. Næppe havde det danske politiske liv set en større agitator end ham. Han havde den kraftige og udprægede personlighed, den tro på sin sag, den instinktmæssige føling med befolkningen, som her er det afgørende. Forbavsende var også hans personkendskab. Han glemte ingen, hvem han engang havde været i berøring med, og der var ikke ret mange sogne i landet, hvor han ikke havde sine forbindelser. En mægtig arbejdskraft sad han også inde med, og hans politiske kundskab blev i årenes løb overordentlig stor. Alt dette satte sine spor, også i rigsdagsarbejdet. Ingen kunne gennemarbejde
en sag som Berg, og han øvede i en lang årrække indflydelse på næsten hver eneste sag, der gik gennem den danske Rigsdag. Men ikke desto mindre er det kun få betydeligere sager, han har gennemført. Dette viser tilbage på en af hans grundmangler: hans tilbøjelighed til så længe som muligt at udsætte de afgørende skridt. Til det forberedende arbejde havde han næppe sin lige, men når det øjeblik kom, hvor den afgørende beslutning skulle tages, veg han ofte tilbage for risikoen og tøvede, indtil det var for sent. Som partifører besad han en ualmindelig organisatorisk evne, og han forstod som få at knytte mennesker til sig og indgive dem tro på og varme for den fælles sag. Men på den anden side var hans store herskelyst og hans alt for fremtrædende selvfølelse, der ikke sjældent lod ham forveksle sag og person, ofte skæbnesvangre for ham, netop som partileder. Heri må hovedgrunden søges til de mange gruppesprængninger, hvorpå hans historie er så rig. Berg var en
ualmindelig frisindet og rummelig natur, hvilket også gjorde ham det muligt til forskellige tider at
arbejde sammen med så højst forskelligtænkende mennesker. Som person var han i en sjælden grad brav og elskværdig, afholdt af alle, med hvem han i menneskelige forhold kom i berøring. Hans hjem var i mange år det hyggelige og gæstfri samlingssted for hans partifæller i allervideste forstand. Særlig
udviklede han i de år, han var formand, en storartet, repræsentativ gæstfrihed, der var uden sidestykke i Danmarks politiske liv. Der blev rejst mindesmærker over ham på Bogø i 1897, ved Bovbjerg i 1902, og i Kolding 1907.